# جورج إي. إدواردز
جورج إي. إدواردز (بالإنجليزية: George E. Edwards)‏ هو مدير فني أمريكي، (ولد في مونتغومري في الولايات المتحدة م).